# Gołdap (gromada)
Gołdap (1954-71 Skocze) – dawna gromada, czyli najmniejsza jednostka podziału terytorialnego Polskiej Rzeczypospolitej Ludowej w latach 1954–1972.
Gromady, z gromadzkimi radami narodowymi (GRN) jako organami władzy najniższego stopnia na wsi, funkcjonowały od reformy reorganizującej administrację wiejską przeprowadzonej jesienią 1954 do momentu ich zniesienia z dniem 1 stycznia 1973, tym samym wypierając organizację gminną w latach 1954–1972.
Gromadę Gołdap z siedzibą GRN w mieście Gołdap utworzono 1 stycznia 1972 w powiecie gołdapskim w woj. białostockim w związku z przeniesieniem siedziby GRN gromady Skocze ze Skocz do Gołdapi i przemianowaniem gromady na gromada Gołdap
Gromada Gołdap funkcjonowała przez dokładnie jeden rok (1972), czyli do kolejnej reformy gminnej. Z dniem 1 stycznia 1973 roku utworzono gminę Gołdap.